# Aziz Ansah
Aziz Ansah (7 ottobre 1980) è un ex calciatore ghanese, di ruolo difensore.

## Carriera

### Club
Ha giocato nel campionato ghanese, belga, italiano, israeliano, statunitense e nigeriano.

### Nazionale
Ha partecipato ai Mondiali Under-20 del 1999.
Con la maglia della nazionale ha esordito nel 2002, venendo convocato per la Coppa d'Africa 2006.

## Palmarès

### Club

#### Competizioni nazionali
- Campionato ghanese: 1

Asante Kotoko: 2003
- Coppa di Ghana: 1

Asante Kotoko: 2001

### Individuale
- Calciatore ghanese dell'anno: 1

2003